# Erineda aenea
Erineda aenea är en fjärilsart som beskrevs av Braun 1918. Erineda aenea ingår i släktet Erineda och familjen signalmalar. Inga underarter finns listade i Catalogue of Life.